# 대간주
대간주(大諫奏, Grand Remonstrance) 또는 대간의서는 영국의 왕 찰스 1세의 실정에 대한 의회의 간의서이다. 대간주는 1640년 소집된 장기의회에 의하여 1641년 아일랜드에 반란이 일어나자 11월 23일 결의됐으며 영국 시민혁명의 한 원인으로 지적된다.
대간주는 206조에 걸치는 찰스1세의 1625년 대관 이래 지금까지 행한 불법행위와 실정이 열거되었다. 영국사상 최초로 정부에 대한 의회의 통제가 요구되기도 하였다.
대간주를 주창한 자는 의원인 존 핌(John Pym)이었다. 그를 지지한 의원으로는 존 햄든(John Hampden)과 올리버 크롬웰이 있다. 그들은 대간주로, 왕에 대한 투쟁에서, 의회를 통합하고 여론을 유리하게 이끌려고 하였다.
그러나 대간주에 대하여는 내부가 2파로 분열되는 격렬한 논쟁이 벌어졌다. 여기에서 혁신파는 가톨릭교도, 주교, 왕의 신하 등을 비판하고, 권리청원의 파기, 불법 과세, 독점, 성실청에 의한 탄압, 왕권의 절대화, 스코틀랜드에 대한 국교 강제 등을 강하게 비판하였다. 12월 1일 국왕에게 제출하였으나, 승인하지는 않았다.